# Jean Schlumberger (forfatter)
 For alternative betydninger, se Jean Schlumberger. (Se også artikler, som begynder med Jean Schlumberger)
Jean Schlumberger (født 26. maj 1877 i Guebwiller i Alsace, død 25. oktober 1968 i Paris) var en fransk forfatter.
Schlumberger debuterede 1903 med romanen Le mur de verre og digtene Poèmes des temples et des tombeaux og har senere blandt andet udgivet Heureux qui comme Ulysse (1906), Epigrammes romaines (1910), L'inquiète paternité (1911), samt skuespillene On naît esclave! (1912) sammen med Tristan Bernard og Les fils Louverné (1914). Først efter Første verdenskrig viste Schlumberger et helt selvstændigt digterfysiognomi. I romanerne Un homme heureux  (1920) og Le Camarade infidèle (1922) gav han udtryk for de nagende tvivl hos de fra krigen hjemvendte. Han tilhørte forfattergruppen omkring André Gide.